# 莱顿拖船运河

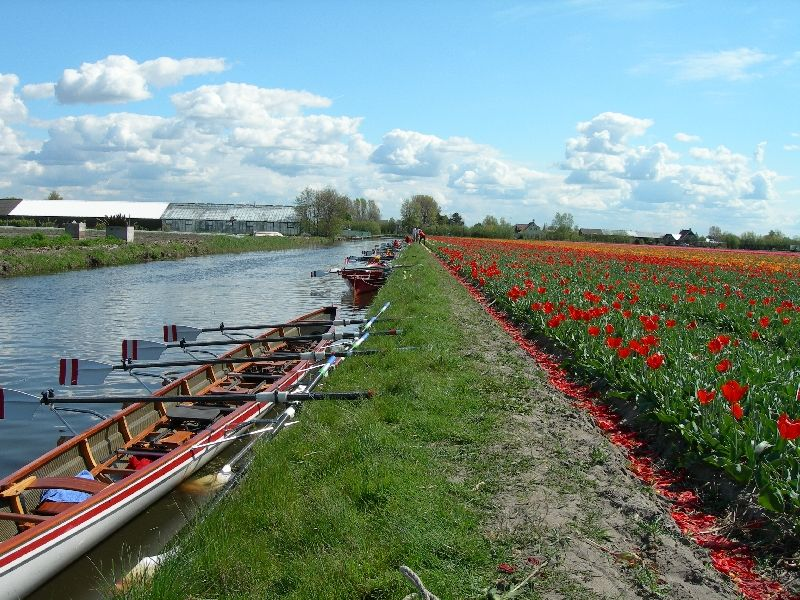
流经希勒霍姆的莱顿拖船运河

莱顿拖船运河（荷蘭語：Leidsevaart，亦称)是位于荷兰哈勒姆和莱顿城市间运河。它开凿于1657年，是荷兰最古老的运河之一。它在2个世纪中是莱顿和哈勒姆之间的主要交通方式，直到铁路联系在19世纪建立。起初的铁路停靠站是该运河的收费桥梁的翻版。
该运河穿过或沿以下基层政权之边界：哈勒姆，海姆斯泰德，布卢门达尔，希勒霍姆, 诺德韦克豪特, 利瑟, 泰灵恩, 乌赫斯特海斯特，莱顿。

## 历史

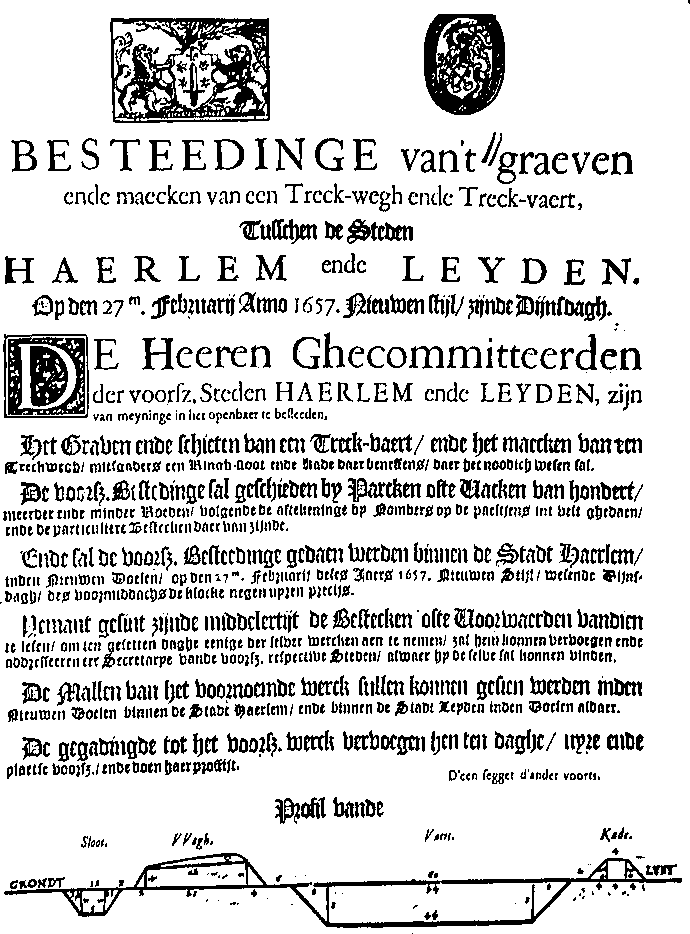
1657年建筑该运河的批准文件

莱顿拖船运河是哈勒姆拖船运河（Haarlemmertrekvaart，英文直译为Haarlem's Pull-Canal）的延伸，这是连接阿姆斯特丹和哈勒姆的运河。在这些运河上来往的是拖船(trekschuit)，由牲畜（有时也用人力）在河边道路上拖行。它可靠，方便且价格低廉。其速度约为7公里/小时，比走路快，且比驿站马车舒适。许多有钱的阿姆斯特丹家庭在该运河或斯帕尔讷河（Spaarne）边有消夏之家，他们带着笨重的家什乘拖船抵达，通常是一路拖行或扬帆直达家门，因大部分夏季房地（estate）都挖运河以达此目的。甚至如今旧运河仍可见，尽管可能对拖船来说过于狭窄。
因为其水道上有许多不合用的桥梁，故本运河如今已不适于行船，因此大部分被废弃了。

## 莱顿拖船运河两岸房地

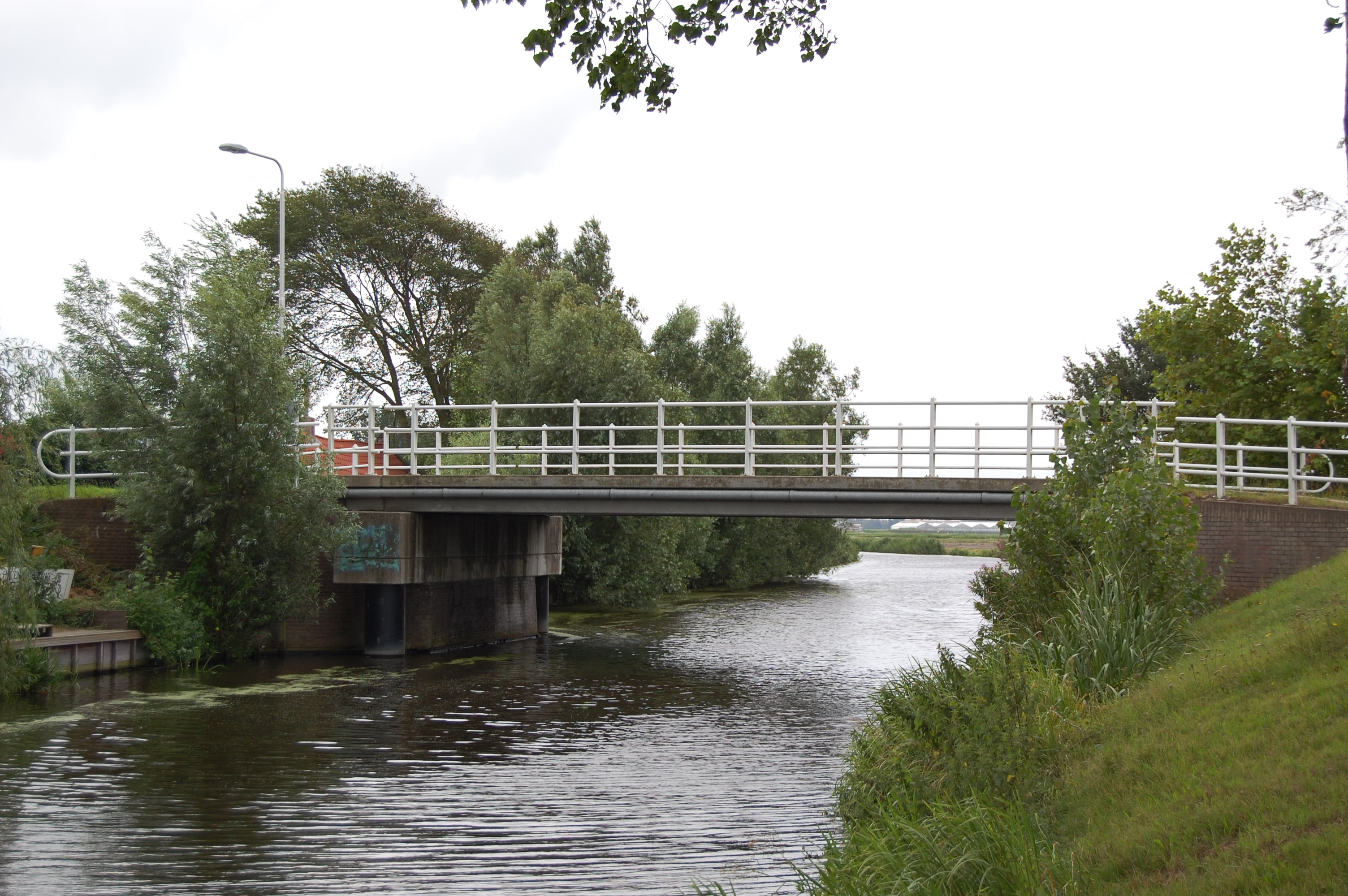
临近福赫伦藏的莱顿拖船运河

- 旧普尔海斯特城堡（Oud Poelgeest），赫尔曼·布尔哈夫的家。
- 库肯霍夫（Keukenhof），原宅地，现在每年都举办花展。
- 福赫伦藏住宅（Huis te Vogelenzang）该处在运河逼近海姆斯泰德之时继续直走，通过运河的一条很长的支线即可到达。
- 哈特营，乔治·克利福德三世的家，林奈的名著“Hortus Cliffortianus”（《克利福特园》）描述之地
- 曼帕德住宅（Huis te Manpad），在曼帕德斯拉恩（Manpadslaan）的角上，位于去往海姆斯泰德的收费桥边。
- 莱德因（Leyduin），在曼帕德（Manpad）对面。
- 梅尔和贝赫（Meer en Berg），在曼帕德东侧的终点，如今是赫鲁嫩达尔公园（Groenendaal park）的一部分。
- 伊彭罗德（Iepenrode），在赫鲁嫩达尔的对面，如今是赫鲁嫩达尔公园（Groenendaal park）的一部分。
- 贝肯罗德（Berkenrode），在哈勒姆收费桥对面，如今是海姆斯泰德-阿尔登豪特火车站（Heemstede-Aerdenhout railway station）的站址。
- 阿尔费尔纳（Alverna），在贝肯罗德对面。

52°16′50″N 4°35′19″E / 52.2805°N 4.5887°E